# Геопотенциал
Геопотенциалом {\displaystyle \Phi ^{*}} в данной точке называется удельная механическая работа, которую необходимо совершить, чтобы поднять единицу массы в поле силы тяжести от исходного уровня (за который принимается, как правило, уровень моря) до этой точки:
{\displaystyle \Phi ^{*}=\int _{0}^{z}g(z)dz,}
где {\displaystyle z} — высота точки над уровнем моря, {\displaystyle g(z)} — ускорение свободного падения в зависимости от высоты. Единицей геопотенциала в СИ служит м²/с².
Абсолютный геопотенциал изобарической поверхности {\displaystyle p} ({\displaystyle \Phi _{p}}) равен работе, которую нужно совершить, чтобы поднять единицу массы от уровня моря до заданной поверхности {\displaystyle p}.
Относительный геопотенциал представляет работу, которую нужно совершить против силы тяжести, чтобы поднять единицу массы от нижележащей изобарической поверхности до рассматриваемой вышележащей изобарической поверхности, то есть {\displaystyle \Phi _{p1}^{p2}}. Он, очевидно, равен разности абсолютных геопотенциалов вышележащей и нижележащей изобарических поверхностей вдоль одной вертикали в рассматриваемой точке:
{\displaystyle \Phi _{p1}^{p2}=\Phi _{p2}-\Phi _{p1}}
Для вычисления абсолютного и относительного геопотенциалов используют барометрическую формулу геопотенциала, которую легко получить из барометрической формулы. Эта формула позволяет рассчитать {\displaystyle \Phi _{p2}}, {\displaystyle \Phi _{p1}}, {\displaystyle \Phi _{p1}^{p2}} по значениям {\displaystyle p_{1}}, {\displaystyle p_{2}} и {\displaystyle T_{m}}, полученным из радиозондовых наблюдений.